# Adesmia bijuga
Adesmia bijuga är en ärtväxtart som beskrevs av Rodolfo Amando Philippi. Adesmia bijuga ingår i släktet Adesmia och familjen ärtväxter. Inga underarter finns listade i Catalogue of Life.